# Гондвил
Гондвил (фр. Gondeville) насеље је и општина у западној Француској у региону Поату-Шарант, у департману Шарант која припада префектури Коњак.
По подацима из 2011. године у општини је живело 527 становника, а густина насељености је износила 96,52 становника/km². Општина се простире на површини од 5,46 km². Налази се на средњој надморској висини од 17 метара (максималној 40 m, а минималној 11 m).

## Демографија
| 1962. | 1968. | 1975. | 1982. | 1990. | 1999. | 2011. |
| ----- | ----- | ----- | ----- | ----- | ----- | ----- |
| 548   | 570   | 581   | 520   | 503   | 518   | 527   |

График промене броја становника у току последњих година